# سم لیک
سَمی (سامی) آنتِرو یروی (به فنلاندی: Sami Antero Järvi) (زادهٔ ۱۸ ژوئیهٔ ۱۹۷۰ در فنلاند)، بیشتر شناخته‌شده با نام هنری‌اش، سَم لِیک، نویسندهٔ فنلاندی است که بیشتر برای خلق شخصیت محبوب مجموعه بازی‌های مکس پین محبوب است. او داستان مکس پین ۱ و مکس پین ۲ را نوشت و در مکس پین ۱ مدل چهرهٔ «مکس» از روی صورت او برداشته شد. بازی لِیک در مکس پین، در محبوبیت فوق‌العادهٔ این بازی بی‌تأثیر نبود. «شرکت رمدی اینترتینمنت»، که سازندهٔ این بازی‌هاست، بودجهٔ کافی نداشت؛ بنابراین، همهٔ بازیگران رمان مصور مکس پین، اعضای همین شرکت بودند. در بازی مکس پین ۲: سقوط مکس پین، این شرکت سهم خود را با شرکت راک‌استار گیمز مشترک شد و بودجهٔ بالایی به‌دست آورد تا تیموتی گیبز را به جای سَم لِیک استخدام کند. با این حال، هنوز داستان و فیلم‌نامه ازآنِ لِیک بود. همچنین، لِیک در این بازی در نقش «قاضی خودجوش»، «جان میرا»، و «لرد ولنتاین» را بازی کرد. آهنگ پایانیِ مکس پین ۲: خداحافظی دیرهنگام که همچنین در جاهای مختلفی از بازی نیز توسط شخصیت‌ها خوانده می‌شد، بر اساس شعری از سَم لِیک است. در قسمتی از این بازی، «وینی گوگنیتی» گانگستر اشاره می‌کند که نویسندهٔ تمام مجموعهٔ «کاپیتان پسر چوب-بیسبال» «سَمی واترز» است («واتر» به‌معنی آب و «لِیک» به معنای دریاچه است)، که بازی واژگانی با نام «سَم لیک» است. در زبان فنلاندی، واژهٔ "Järvi" به‌معنای دریاچه است، و نام هنریِ وی نیز معادل انگلیسیِ این کلمه (Lake) است.

## حرفه
لیک در حدود سال ۱۹۹۵ در دانشگاه هلسینکی در رشته  ادبیات انگلیسی به تحصیل پرداخت. او از طریق دوست صمیمی اش  پتری جرویلهتو، یکی از اعضای اولیه رمدی انترتینمنت، با بازی های ویدیویی آشنا شد. رمدی در حال توسعه نخستین بازی خود رالی مرگ بود و به متنی برای بازی نیاز داشت، جرویلهتو از لیک، یکی از معدود افرادی که رمدی کتباً می‌شناخت، خواست کمک کند. لیک این پیشنهاد را پذیرفت، و از آن زمان با رمدی باقی مانده است.

## نگارخانه

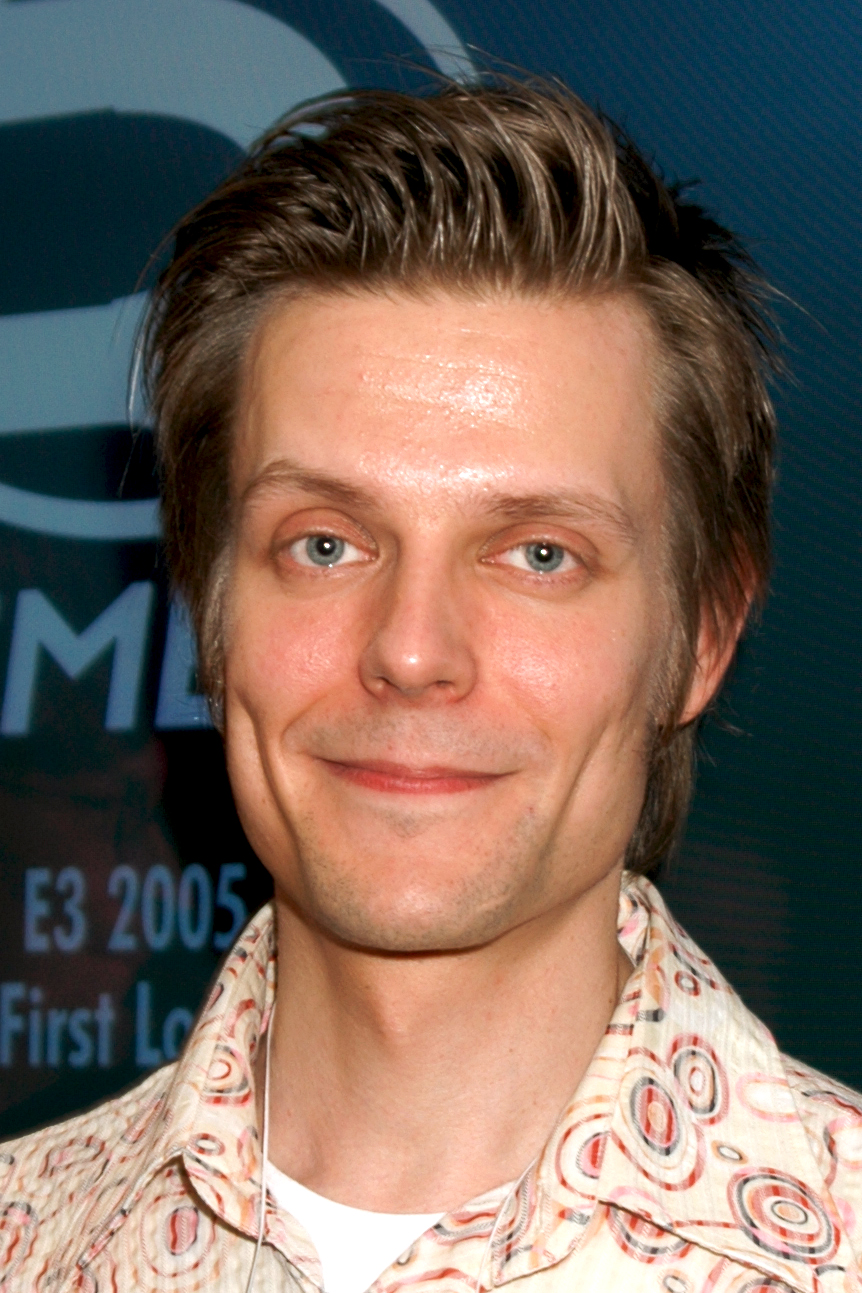
لیک در سال ۲۰۰۵

## کارها
| سال  | عنوان                   | نقش(ها)                                  |
| ---- | ----------------------- | ---------------------------------------- |
| ۱۹۹۶ | رالی مرگ                | نویسنده                                  |
| ۲۰۰۱ | مکس پین                 | داستان و فیلمنامه نویس, مدل رمان گرافیکی |
| ۲۰۰۳ | مکس پین ۲: سقوط مکس پین | نویسنده                                  |
| ۲۰۱۰ | آلن ویک                 | هنر مفهوم , داستان و اسکرین پلی          |
| ۲۰۱۲ | کابوس آمریکایی آلن ویک  | کارگردان و نویسنده                       |
| ۲۰۱۶ | فرار کوانتومی           | کارگردان و تهیه کننده                    |
| ۲۰۱۹ | کنترل                   | کانسپت و نویسنده                         |
| ۲۰۲۳ | آلن ویک ۲               | کارگردان و نویسنده                       |